# Policlito
Policlito (também Policleto; em latim: Polyclitus) foi um influente liberto da corte do imperador romano Nero. Enviado para a Britânia romana em 60 ou 61 d.C. para comandar um inquérito a respeito da rebelião chefiada pela líder celta Boadiceia. Como consequência de seu trabalho, o governador Caio Suetônio Paulino foi dispensado de seu cargo e substituído por Públio Petrônio Turpiliano.
Foi condenado à morte pelo imperador Galba, em 68.